# Церковь Василия Великого (Торжок)
Це́рковь Васи́лия Вели́кого (Васильевская церковь, также Успенская церковь) — православный храм в городе Торжке Тверской области. Построен в XVIII веке. Объект культурного наследия федерального значения.
Главный престол освящён в честь Успения Божией Матери, приделы — во имя евангелиста Василия Великого и во имя святителя Алексия, московского митрополита.

## История
На месте нынешней Васильевской церкви действовал одноимённый монастырь. Впервые он упомянут в 1372 году как женский. После разорения литовцами монастырь возобновлён как мужской. В 1690 году он вновь стал женским. Современная церковь возведена как главный храм монастыря в 1733 году. В 1760 году пристроена колокольня, церковь заново освящена в честь Успения Пресвятой Богородицы, с Васильевским и Алексеевским приделами (однако сохранила распространённое наименование Васильевской). В 1764 году монастырь упразднён, церковь стала приходской. В 1840 году церковь обновлена с расширением приделов.
По церкви до Октябрьской революции называлась называлась Васильевская улица, ныне улица Мира.
Храм закрыт в 1932 году. Снесена верхняя часть колокольни. В здании в 1974—2011 гг. располагалась реставрационная организация. В 2012 году здание передано прихожанам, богослужения возобновлены.

## Архитектура
Сохранился ансамбль XVIII—XIX веков, включающий сам храм, дом причта (построен в середине XIX века), сторожку (первая половина XIX века), ограду с воротами (XIX век).